# Piedmont (USA)

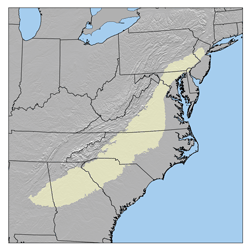
Platåregionen Piedmont (skuggat).

Piedmont är en platåregion som ligger i östra USA mellan Atlantic coastal plain och Appalacherna, som sträcker sig från New Jersey i norr till centrala Alabama i söder. Piedmontprovinsen är en fysiografisk provins i den större Appalachdivisionen. Provinsen består av sektionerna Piedmont Upland och Piedmont Lowlands. Fall Line markerar den östra gränsen mot Coastal Plain. I väster gränsas Piedmont mestadels av Blue Ridge Mountains, den östligaste bergskedjan i Appalacherna. Fysiografiskt sett betraktas Piedmont som en provins i det större Appalachiska högländernas fysiografiska division. Bredden på Piedmont varierar då den är ganska smal över Delawarefloden men nästan 475 km bred i North Carolina. Piedmont-området är cirka 207 000 km² stort.
Namnet "Piedmont" betyder ungefär fot (pied) kulle/höjd (mont) på franska och regionen är uppkallad efter den italienska regionen Piemonte.